# 北海道道107号室蘭環状線
北海道道107号室蘭環状線（ほっかいどうどう107ごう むろらんかんじょうせん）は、北海道室蘭市を通る道道（主要地方道）である。途中、登別市を経由する。

## 概要
起点から国道に合流するまでの区間は、国道36号の旧ルートである。国道との重複区間が終わると室蘭市中央卸売市場の横を通り、JR室蘭本線をアンダーパスでくぐって緩やかな勾配で北上し、室蘭工業大学の前から方向を南西寄りに変えて徐々に坂を下る。知利別町・中島町交差点を右折して坂を上り、唯一となる天神トンネル（延長287 m）を通過。丘陵地帯を走る。この間に北海道大谷室蘭高等学校があり、むろらん高原だんぱらスキー場（室蘭岳山麓総合公園）へ抜ける道が分かれる。道央自動車道と立体交差し、道道127号・室蘭IC交点付近から高度を下げ、終点に至る。

### 路線データ
- 起点：北海道室蘭市東町2丁目（国道37号交点）
- 終点：北海道室蘭市石川町（国道37号交点）
- 総延長：21.910 km[1]
- 実延長：21.406 km[1]
- 重用延長：0.504 km[1]

### 道路管理者
- 胆振総合振興局 室蘭建設管理部 登別出張所

## 歴史
- 1976年（昭和51年）8月31日 - 910号として路線認定[2]。
- 1993年（平成5年）5月11日 - 建設省から、道道室蘭環状線が室蘭環状線として主要地方道に指定される[3]。
- 1994年（平成6年）10月1日 - 路線番号を107号に変更[4]。

この路線の前身は1957年（昭和32年）3月30日に認定された道道182号黄金鷲別線の一部である。道道182号は1972年（昭和47年）3月31日に廃止され、同日、道道757号室蘭環状線として認定された（この時の起点は室蘭市中央町であった）。道道757号は1976年（昭和51年）8月31日に廃止され、室蘭市東町を境として道道910号室蘭環状線と道道919号中央東線に分割された。

## 路線状況

### 重複区間
- 国道36号（室蘭市日の出町2丁目 - 登別市鷲別町1丁目）

### 道路施設

#### 主なトンネル
- 天神トンネル（287 m、室蘭市知利別町 - 室蘭市中島本町）

## 地理

### 通過する自治体
- 胆振総合振興局
  - 室蘭市
  - 登別市

### 交差する道路
室蘭市

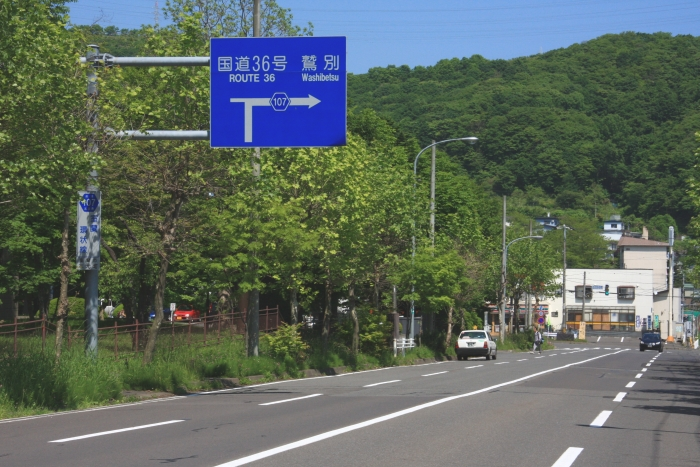
北海道道107号 道道標識
（室蘭市水元町の室蘭工業大学前）

- 国道37号・北海道道919号中央東線 - 東町2丁目（起点）
- 北海道道919号中央東線 - 寿町1丁目
- 国道36号 - 日の出町3丁目

登別市
- 国道36号 - 鷲別町2丁目

室蘭市
- 北海道道782号上登別室蘭線 - 高砂町1丁目
- 北海道道919号中央東線 - 知利別町2丁目
- 北海道道1081号東室蘭停車場線 - 中島町1丁目
- 北海道道919号中央東線 - 中島町1丁目
- 道央自動車道室蘭IC - 崎守町
- 北海道道127号室蘭インター線 - 崎守町
- 国道37号 - 石川町（終点）

### 沿線にある施設など
登別市
- 鷲別郵便局
- JR北海道 室蘭本線 鷲別駅

室蘭市
- 室蘭高砂郵便局
- 北海道室蘭東翔高等学校
- 室蘭信用金庫工大前支店
- 室蘭市立天神小学校
- 室蘭工業大学前郵便局
- 室蘭工業大学
- 北海道室蘭聾学校
- 室蘭知利別郵便局
- 室蘭市立桜蘭中学校
- 室蘭市立旭ヶ丘小学校
- 室蘭市立八丁平小学校
- 北海道大谷室蘭高等学校
- 北海道室蘭養護学校